# Addagal, Chik Ballapur
Addagal là một làng thuộc tehsil Chik Ballapur, huyện Kolar, bang Karnataka, Ấn Độ.